# Methylanisole
Die Methylanisole (auch Methoxytoluole oder Kresylmethylether) bilden in der Chemie eine Stoffgruppe, die sich sowohl vom Anisol als auch vom Toluol ableitet. Die Struktur besteht aus einem Benzolring mit angefügter Methoxy- (–OCH3) und Methylgruppe (–CH3) als Substituenten. Durch deren unterschiedliche Anordnung ergeben sich drei Konstitutionsisomere mit der Summenformel C8H10O.

## Vertreter
| Gefahrensymbol |

| Gefahrensymbol |

| Gefahrensymbol | Gefahrensymbol | Gefahrensymbol |

## Eigenschaften
Die Methylanisole sind farblose bis gelbliche Flüssigkeiten, die im Bereich von 170 bis 180 °C sieden.

## Darstellung
Methylanisole können aus den Kresolen durch Veretherung mit Dimethylsulfat dargestellt werden.

## Risikobewertung
4-Methylanisol wurde 2012 von der EU gemäß der Verordnung (EG) Nr. 1907/2006 (REACH) im Rahmen der Stoffbewertung in den fortlaufenden Aktionsplan der Gemeinschaft (CoRAP) aufgenommen. Hierbei werden die Auswirkungen des Stoffs auf die menschliche Gesundheit bzw. die Umwelt neu bewertet und ggf. Folgemaßnahmen eingeleitet. Ursächlich für die Aufnahme von 4-Methylanisol waren die Besorgnisse bezüglich der Einstufung als CMR-Stoff, Verbraucherverwendung, hohes Risikoverhältnis (Risk Characterisation Ratio, RCR) und weit verbreiteter Verwendung. Die Neubewertung fand ab 2012 statt und wurde von Irland durchgeführt. Anschließend wurde ein Abschlussbericht veröffentlicht.